# Trattato Rus'-bizantino (907)
Secondo la Cronaca degli anni passati, il primo trattato Rus'–bizantino venne concluso nel 907 a seguito della incursione di Oleg contro Costantinopoli (vedi per dettagli guerra Rus'-bizantina (907)). Gli studiosi, generalmente, considerano questo accordo come preliminare al trattato Rus'-bizantino del 911.

## Testo
Il testo del trattato, come conservato nella cronaca di Kiev, si apre con un elenco dei firmatari da parte del Rus', tutti in norreno: Karl, Farulf, Vermund, Hrollaf e Steinvith. La Rus' di Kiev figura nel testo come agglomerato di grandi centri urbani: Kiev, Chernigov, Pereyaslav, Polotsk, Rostov e Lyubech. Aleksey Shakhmatov ha commentato che l'elenco delle città è arbitraria e che alcune di esse potrebbero essere state inserite da scribi successivi.
In gran parte, il trattato regolava lo status della colonia dei commercianti Variaghi a Costantinopoli. Il testo testimonia che si stabilirono nel quartiere di San Mamas. I Variaghi dovevano entrare a Costantinopoli attraverso una certa porta, senza armi, accompagnati dalla guardia imperiale, non più di una cinquantina di persone alla volta. Al loro arrivo, venivano registrati dalle autorità imperiali, al fine di essere forniti di cibo e l'alimentazione mensile per un anno e mezzo.
Nella parte conclusiva del trattato, i bizantini baciavano la croce, mentre i Variaghi giuravano sulle loro braccia, invocando quello che la Cronaca degli anni passati chiama Perun e Veles.